# Wilhelm Mink
Wilhelm Mink (* 1807 in Krefeld; † 1883) war ein deutscher Entomologe, der sich auf die Bearbeitung von Käfern (Coleoptera) und Hautflüglern (Hymenoptera) spezialisiert hatte.

## Leben und Wirken
Wilhelm Mink arbeitete als Lehrer in Krefeld und war seit dem 16. Februar 1855 dort Oberlehrer. Seine Sammlungen befinden sich im Städt. Museum Annaberg-Buchholz in Sachsen. Die Hymenoptera befinden sich als Dauerleihgabe im Deutschen Entomologischen Institut in Eberswalde.

## Werke
- Lehrbuch der Geometrie als Leitfaden beim Unterrichte an höheren Bürgerschulen und ähnlichen Lehranstalten. Krefeld, 1840.
- Reise durch die Pyrenäen im Jahre 1857. Krefeld, 1859.
- Geometrische Formenlehre oder Vorübungen für den Unterricht in der Geometrie. Krefeld, 1860
- Beschreibende und anlalytische Geometrie als Leitfaden beim Unterrichte an höheren Lehranstalten. Krefeld, 1862.